# مايك ريو
مايك ريو (بالإنجليزية: Mike Rio) هو فنان قتال مختلط أمريكي، ولد في 6 يوليو 1981 في ميامي في الولايات المتحدة.

## وصلات خارجية
- مايك ريو على موقع يو إف سي (الإنجليزية)
- مايك ريو على موقع شيردوغ (الإنجليزية)
- مايك ريو على موقع IMDb (الإنجليزية)